# France Chimie
Pour les articles homonymes, voir UIC.
France Chimie (anciennement Union des industries chimiques (UIC)) est une organisation professionnelle française et un lobby dont la mission est de représenter les entreprises du secteur de la chimie en France auprès des différentes parties prenantes (administrations, presse, grand public, associations, élus...).
Elle négocie la convention collective nationale de la chimie. France Chimie est le chef de file de la négociation de branche, à ce titre elle prépare les projets d'accords soumis aux partenaires sociaux.
France Chimie est chargé du suivi de la mise en application du règlement REACH (Registration, Evaluation and Authorisation of Chemicals) dans l'industrie de la chimie en France.
Elle travaille régulièrement avec les différents ministères impliqués sur la problématique REACH.

## Activités de lobbying

### Auprès des institutions de l'Union européenne
France Chimie est inscrit depuis 2008 au registre de transparence des représentants d'intérêts auprès de la Commission européenne, et déclare en 2022 pour cette activité des dépenses annuelles d'un montant compris entre 300 000 et 400 000 euros.

### En France
France Chimie déclare à la Haute Autorité pour la transparence de la vie publique exercer des activités de lobbying en France pour un montant qui n'excède pas 600 000 euros sur l'année 2021.

## Gouvernance

### Conseil d'administration
Depuis mai 2023, le président de France Chimie est Frédéric Gauchet .
Anciens présidents de France Chimie
- Philippe Goebel (2012-2016)
- Pascal Juery (2016-2019)
- Luc Benoit-Cattin (2019-2023)

### Services
La directrice générale de France Chimie est Magali Smets[réf. nécessaire].

## Organisation
Le siège de France Chimie est à La Défense.
Il y a 12 France Chimie régionales, le syndicat Lenica[réf. nécessaire], 15 syndicats sectoriels et 8 fédérations et syndicats « associés »[réf. nécessaire].